# Jomsvikingasagan
Jómsvíkingasagan är en isländsk saga som berättar om grundläggandet av Jomsborgs fästning av Palnatoke, samt om jomsvikingarnas krigståg till Norge. Sagan berättar också om jomsvikingarnas förlust mot norrmännen i slaget vid Hjörungavåg år 986, då Sigvald Jarl deltog på en dansk invasionsflotta för att avsätta ladejarlen Håkon Sigurdsson.

## Bakgrund
Jomsvikingasagan skrevs på Island omkring år 1200 (före 1220 eftersom den var känd av Snorre Sturlasson), och finns i flera versioner, inklusive en sen version från 1400-talet. Historien finns också till delar spridd i annan Fornvästnordisk litteratur, såsom Fagrskinna, Heimskringla, Knytlingasagan, Färingasagan, Njáls saga, och Den större sagan om Olav Tryggvason. Den är också representerad i Adam av Bremens Gesta Hammaburgensis ecclesiae pontificum.
Jomsvikingasagan har en komplicerad texthistoria, där olika versioner har stora inbördes skillnader, till exempel mellan den version som Snorre Sturlasson använde, och författaren till Fagrskinna använde. Det bästa enskilda versionen finns i handskriften AM 291 4to, medan andra versioner som överlevt verkar bygga på en kombination av ovanstående utgåvor. Förmodligen har berättelsen skrivits som en ursprunglig saga. Den bygger på muntlig överföring och i mindre utsträckning på skriftliga källor. Denna saga verkar ha delats upp i två olika versioner ganska tidigt efter att den skrevs. Den isländska litteraturvetaren Ólafur Halldórsson har dock hävdat att de två sagorna har skrivits separat, båda baserade på muntliga traditioner.
Jomsvikingasagan finns översatt till svenska av Albert Ulrik Bååth under namnet Jomsvikingarnes saga. Den finns i volymen Från vikingatiden (1888). Den finns vidare med i Berättelser ur svenska historien, band 1.

## Innehåll
Jomsvikingasagan är ett tidigt och utmärkt exempel på sagalitteratur, men den är kanske också den saga som har givit historikerna mest huvudbry. De flesta är överens om att all sagalitteratur dels har en historiska kärna, men dels också är baserad på fiktion. 
Jomsvikingasagan placeras mot en bakgrund av verkliga historiska händelser - den danske kungens ansträngningar att skydda sig mot fientligheter från den baltiska kusten på 900-talet, och invasionen av Norge mot upproriska norrmän som inte kunde acceptera dansk överhöghet. Huvudpersonerna i sagan, Sigvald och hans bror Torkel, Bue digre och Vagn Åkesson, finns också omtalade i skaldekväden, som berättar om det danska nederlaget vid Hjörungavåg. 
Den första delen av sagan berättar om striderna tills den förvisade danske kungens son, Sven Tveskägg, född utom äktenskapet, lyckas att efterträda sin far som kung av Danmark, som han uppnår med långvariga härjningar, och slutar med lönnmordet på kungen av Palnatoke (Palne-Toki), Svens fosterfar och senare grundare av Jomsborg. Jomsvikingarnas närvaro i slaget vid Hjörungavåg, som är höjdpunkten i sagan, motiveras av Svens bedrägeri eller falskhet. Han utnyttjar deras övermodiga skryt och löften när de är fulla, löften som de senare är bundna av i nyktert tillstånd.

## Kärna av sanning
Det fanns troligen nordiska vikingar och rövare vid Östersjöns södra kust. Deras nära samarbete med de danska kungarna tyder på att Jomsborg sannolikt var relaterat till de danska trelleborgarna, det vill säga Jomsborg var inte en stad eller fästning med sociala funktioner, utan ett militärläger.[källa behövs]
Legenden om jomsvikingarna kan reduceras till en grupp danska och vendiska krigare inom det danska riket. Att norska och isländska sagor överdriver jomsvikingarnas betydelse är ett litterärt verktyg. Ju mer fruktad fienden är, desto större ära är det att övervinna honom. I slutändan uppträder jomsvikingarna både ynkligt och förrädiskt i sagan, och de norska bönderna har till synes inga problem med att besegra dem.[källa behövs]

## Översättningar
Jomsvikingasagan finns översatt till svenska av bland andra Albert Ulrik Bååth och Agnes Ekermann. Bååths översättning kan läsas här och här.